# Покровская Гора

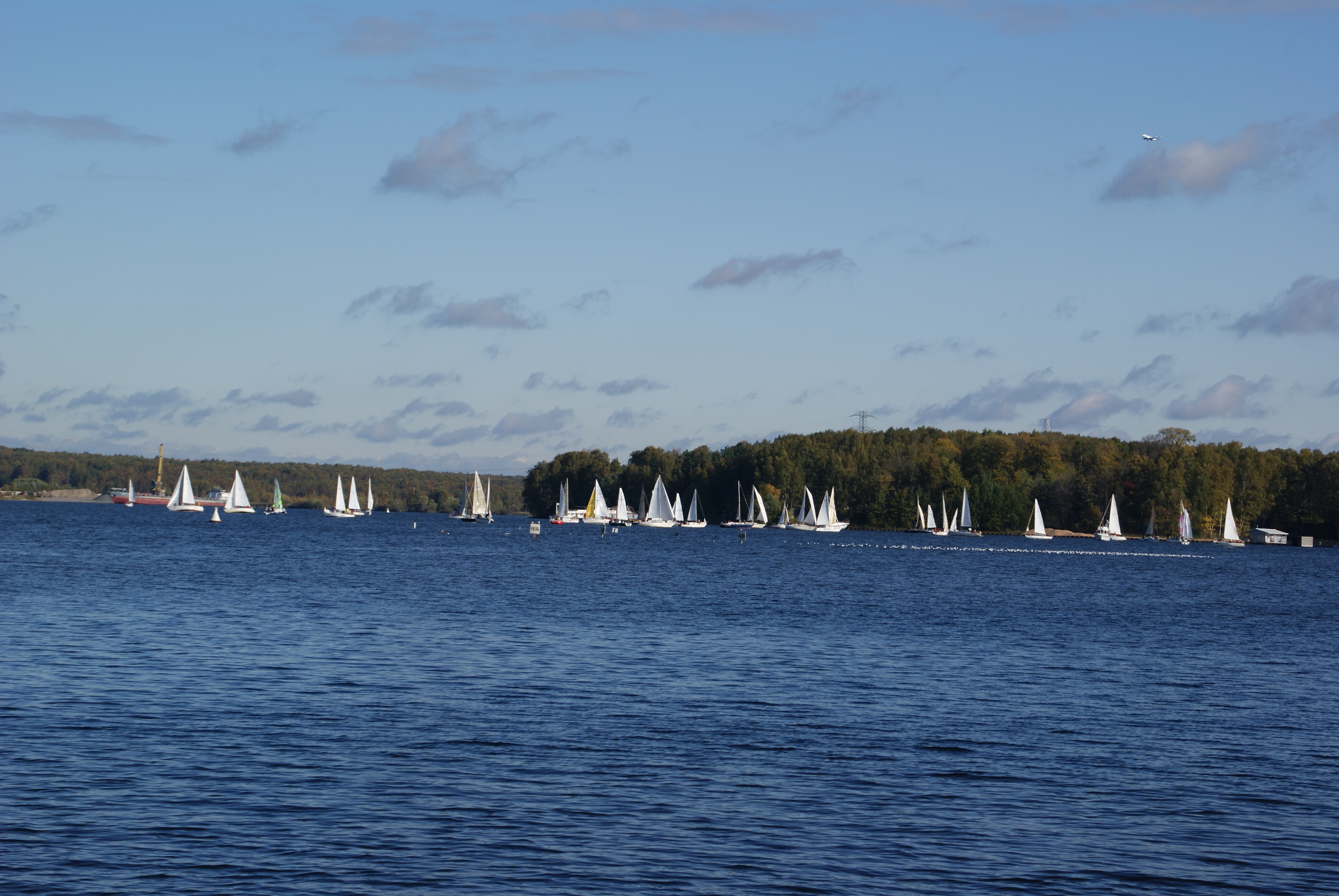
Парусная регата в районе Покровской Горы

Покровская Гора — посёлок в городском округе Мытищи Московской области России. 1994—2006 гг. — посёлок Виноградовского сельского округа Мытищинского района, 2006—2015 гг. — посёлок городского поселения Мытищи Мытищинского района. Население — 8 чел. (2010).

## География
Расположен на севере Московской области, в западной части Мытищинского района, примерно в 14 км к северо-западу от центра города Мытищи и 8 км от Московской кольцевой автодороги, на берегу Клязьминского водохранилища системы канала имени Москвы, в 1 км к западу — Дмитровское шоссе А104. Ближайшие населённые пункты — деревни Капустино, Новогрязново и Новоалександрово.

## Население
| 2002 | 2010 |
| ---- | ---- |
| 16   | ↘8   |